# 面白い数のパラドックス
面白い数のパラドックス（おもしろいかずのパラドックス）は、数学ジョークの一つである。すべての自然数を「面白い」「面白くない」として分類しようとする試みから生じる。 パラドックスは、「すべての自然数は面白い」と述べている。 証明は背理法によるものである。面白くない自然数の空でない集合が存在する場合、最小の面白くない数が存在するが、「最小の面白くない数」はそれ自体が面白い性質であるので、矛盾が生じる。
数学者のゴッドフレイ・ハロルド・ハーディとシュリニヴァーサ・ラマヌジャンの間の面白い・面白くない数についての議論で、ハーディは彼が乗ったタクシーの番号1729を「かなりつまらない」と述べた。しかし、ラマヌジャンはすぐにそれが面白いと答えた。 これは、2通りの「2つの立方数の和」で表せる最小の自然数だからである。

## 性質
このようにすべての数を分類しようとすると、パラドックスまたは二律背反につながる。自然数を面白い・面白くない集合に分割することは失敗している。「面白さ」の定義は通常、主観的で直感的な概念だからである。
「面白い」が客観的に定義されている場合、パラドックスは軽減される。たとえば、オンライン整数列大辞典のエントリに現れない最小の自然数は、 2009年6月12日の時点では11630であることが判明していた。 この定義に適合する数は、2009年11月から少なくとも2011年11月までの間は12407であり、2012年4月の時点で13794になり、 2013年11月から少なくとも2014年4月14日までの間は14228であった。2025年3月現在では、この数は20990となっている。この面白くない数の定義は、OEISが各数列を有限個の要素のみリストアップするため可能である。例えば、 OEIS : A000027はすべての自然数の列であり、無限に継続すると、すべての正の整数が含まれる。しかし、数列は77までしかエントリに記録されていない。
数学者で哲学者のAlex Bellosは、2014年に、247が「英語版ウィキペディアに独立した記事を持たない最小の数」であったため、面白くない最小の数の候補になると提案した。 
| ウェブサイト                           | このウェブサイトにない最小の数   |
| -------------------------------------- | -------------------------------- |
| 英語版ウィキペディア                   | 315                              |
| 日本語版ウィキペディア                 | 481                              |
| Prime curios                           | 492（サイト承認済みの場合は326） |
| Properties of first 5000 integers      | 291                              |
| Notable Properties of Specific Numbers | 80                               |
| Number properties                      | 309                              |
| OEIS                                   | 20990                            |